# Peter Frahm
Peter Frahm (14 de Junho de 1912 - 30 de Janeiro de 1940) foi um comandante de U-Boot que serviu na Kriegsmarine durante a Segunda Guerra Mundial.